# Hérisson
Hérisson – miejscowość i gmina we Francji, w regionie Owernia-Rodan-Alpy, w departamencie Allier.

## Demografia
Według danych na rok 1990 gminę zamieszkiwało 801 osób, a gęstość zaludnienia wynosiła 25 osób/km². W styczniu 2015 r. Hérisson zamieszkiwało 655 osób, przy gęstości zaludnienia wynoszącej 20,4 osób/km².